# Елеонора Гонзага дела Ровере
Вижте пояснителната страница за други личности с името Елеонора Гонзага.
Елеонора Гонзага дела Ровере (на италиански: Eleonora Gonzaga della Rovere; * 31 декември 1493, Мантуа, Маркграфство Мантуа; † 13 февруари 1550, Урбино, Херцогство Урбино) от род Гонзага е чрез брак херцогиня на Урбино.

## Произход
Тя е най-голямата дъщеря на Франческо II Гонзага (* 1466, † 1519), маркграф на Мантуа, и на съпругата му Изабела д’Есте (* 1474, † 1539). По бащина линия е внучка на Федерико I Гонзага, маркграф на Мантуа, и на Маргарета Баварска, а по майчина – на Ерколе I д’Есте, втори херцог на Ферара, и на Елеонора Арагонска. Има трима братя и четири сестри:
- Маргарита (*/ † 1496);
- Федерико II (* 1500; † 1540), маркграф на Мантуа и после херцог на Мантуа, маркграф на Монферат, съпруг на Маргарита Палеологина;
- Иполита (* 1501; † 1570), от 1518 г. доминиканска монахиня в манастира „Сан Виченцо“ в Мантуа;
- Ливия Озана (* 1509; † 1569);
- Ерколе (* 1505; † 1563), кардинал, регент за племенниците си от 1540 г.;
- Феранте I (* 1507; † 1557), граф на Гуастала, вицекрал на Сицилия, вицекрал на Милано, съпруг на Изабела ди Капуа;
- Ливия (* 1508; † 1569), монахиня кларисинка с името „Паола“ в манастира „Корпус Домини“ в Мантуа.

## Биография
Омъжва се за Франческо Мария I дела Ровере, херцог на Урбино (херцогство). Бракът чрез пълномощник е сключен през 1505 г., а сватбата се празнува четири години по-късно в Мантуа. Елеонора пристига в двора му в Урбино през 1509 г.
Тя нарежда разширяването на императорската вила в днешния природен парк „Монте Сан Бартоло“ в провинция Пезаро и Урбино, като поверява работата на архитекта Джироламо Дженга. Работите са завършени през 1540 г. Вилата е място за срещи на безброй художници  и интелектуалци.
След смъртта на чичо му папа Юлий II през 1513 г. съпругът й си връща Пезаро, където премества двора и семейството. През 1516 г. обаче новият папа Лъв X го лишава от всичките му територии. Тогава Елеонора и нейното семейство трябва да намерят убежище в Мантуа; те се завръщат в Урбино едва след смъртта на папата през 1521 г. Със смъртта на папата Франческо си връща и Градара, дарена му години по-рано от чичо му Юлий II, чието управление той поверява на Елеонора. През 1538 г., след смъртта на баща си, синът й Гуидобалдо II поверява Монтерадо и Мондолфо на нея.
Умира през 1550 г. на 56 г. и е погребана в Манастира на Света Клара в Урбино.

## Брак и потомство
∞ 1505 (пълномощник), 29 септември 1509 в Мантуа за Франческо Мария I дела Ровере (* 25 март 1490, Сенигалия; † 20 октомври 1538, Пезаро), първият херцог на Урбино от рода Дела Ровере, от когото има пет сина и осем дъщери, повечето от които – починали като малки:
- Федерико дела Ровере (* 21 март 1511, Урбино; † 2 месеца по-късно)
- Гуидобалдо II дела Ровере (* 2 април 1514, Урбино; † 28 септември 1574, Пезаро), херцог на Урбино (1538 – 1574), ∞ 1. 12 октомври 1535 за Джулия да Варано (24 март 1523, Камерино; † 18 февруари 1547, Фосомброне), дъщеря наследница на херцога на Камерино Джовани Мария, от която има 1 дъщеря 2. за Витория Фарнезе (* 10 август 1521, Валентано; † 13 декември 1602, Пезаро), от която има 1 син и 4 дъщери;
- Иполита дела Ровере (* 1515, Урбино, † юли 1538, Неапол), ∞ дон Антонио Арагонски (* 1506, † 1543), херцог на Монталто, от когото няма деца;
- Джована дела Ровере (* 1515, Урбино; † 1518, пак там)
- Джовани дела Ровере (* 1516, Урбино; † 1518, пак там)
- Катерина дела Ровере (* 1518, Урбино; † 1520, пак там)
- Беатриче дела Ровере (* 1521, Урбино; † 1522, пак там)
- Франческо Мария дела Ровере (* 1523, Урбино; † 1525, пак там)
- Мария дела Ровере (* 1527, Урбино; † 1528, пак там)
- Елизабета Изабела дела Ровере (* 1529, Урбино; † 6 юни 1561, Маса), чрез брак херцогиня на Маса и господарка на Карара (1553 – 1561); ∞ 1552 за Алберико I Чибо-Маласпина (* 1534, † 1623), херцог на Маса и Карара, от когото има 1 син;
- Джулия дела Ровере (* 1527, Кастелдуранте; † 4 април 1563, Ферара), ∞ 1549 за Алфонсо д’Есте (* 1527, † 1587), маркграф на Монтекио, от когото има 4 деца;
- Джулио Фелтрио дела Ровере (* 15 април 1533, Мантуа; † 3 септември 1578, Фосомброне), кардинал (1547)
- Виоланта дела Ровере (* 1535, Урбино; † 1538 пак там)

## В изкуството
Известен е портрет на херцогинята, нарисуван от Тициан около 1537 г. в пандан към портрета на нейния съпруг. Тя би могла да е също възможен модел на художника за картините „Момиче в кожена пелерина“ и „Красавицата“, както и прототип на „Венера Урбинска“.